# Sven J. Matten
Sven J. Matten (* 1974 in München) ist ein deutscher Unternehmer, aktiv insbesondere in den Bereichen Immobilien und Erneuerbare Energie, sowie Filmproduzent und Filmregisseur (BVR) und Autor diverser psychologischer Fachbücher.

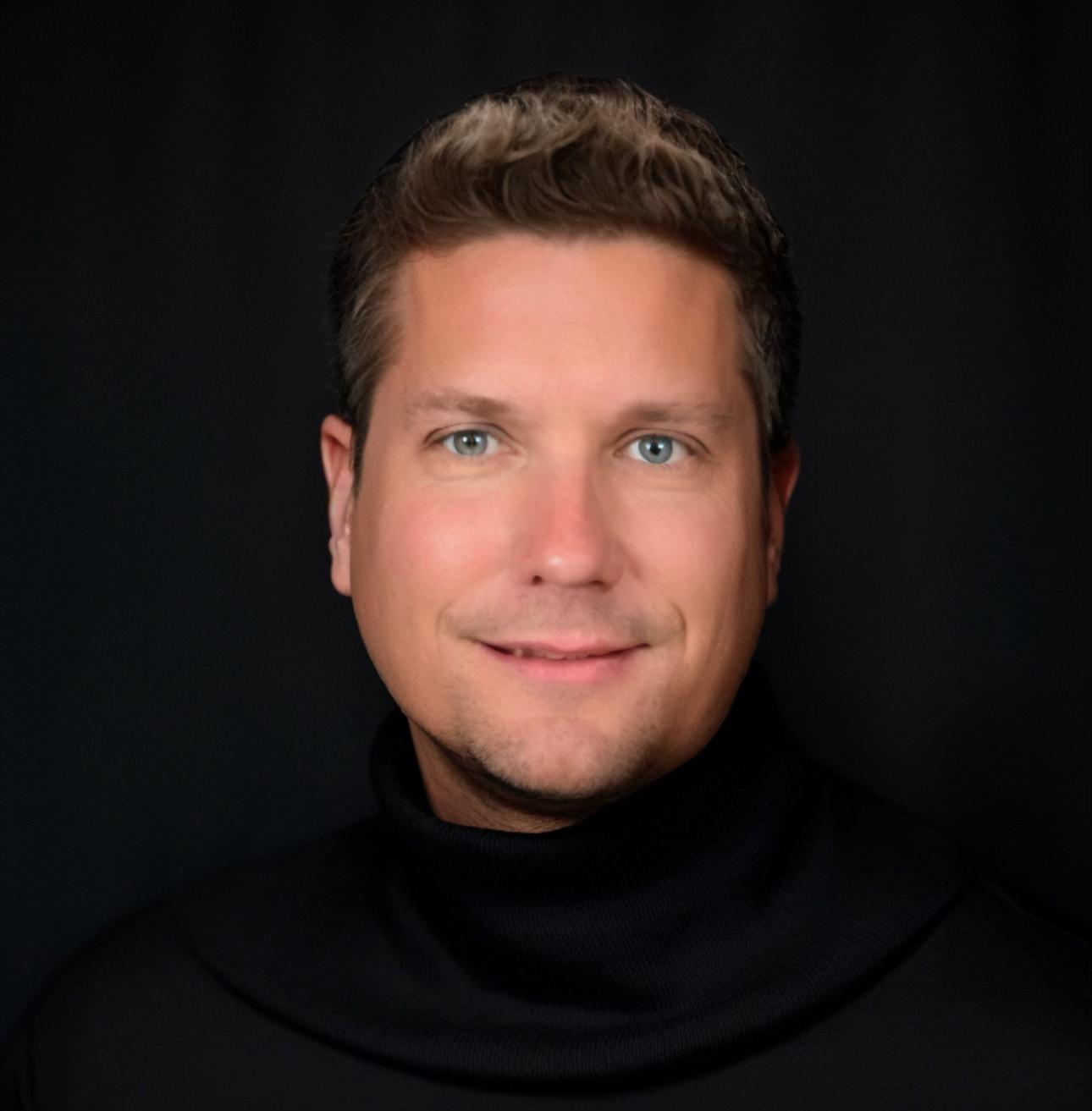
Sven J. Matten 2024

## Leben
Sven J. Matten ist mit seinem deutsch-kanadischen Investmentadvisor RECanInvest Inc. ein Partner der RECan Global Group in München, Luxemburg und Halifax sowie President der Ventusolar Global Capital GmbH in München und Toronto, Filmproduzent und Regisseur, Gründer der Paradigma Entertainment Filmproduktion in München sowie ehemaliger President der DuMatt Entertainment Inc. in Winnipeg, ehemaliger Geschäftsführer der MEP Canada GmbH und war von 2003 bis 2016 Honorardozent an der Munich Business School. Er hat zudem eine Zulassung als Heilpraktiker, eingeschränkt auf das Gebiet der Psychotherapie, und ist seit 2009 im Rahmen der Plattform phocamento im Bereich des Coaching von Führungspersönlichkeiten aktiv. In diesem Zusammenhang hat er neben diversen Romanen und Drehbüchern auch psychologische Fachbücher mit den Schwerpunkten Posttraumatische Belastungsstörung, Angststörung und Depression in Management und Öffentlichkeit veröffentlicht. Die  RECan Global GmbH agiert mit eigenen Fonds als Investment Advisor im Immobiliensektor mit Fokus auf Kanada, wohingegen sich die Ventusolar Global Capital GmbH auf Anlagen im Bereich kanadischer regenerativen Energien konzentriert. Des Weiteren entwickelt er eigene internationale Spielfilmprojekte als Regisseur und Produzent. Mit Canadian Permanent Resident Status lebt Sven J. Matten in Toronto, Ontario, Kanada sowie in München.

## Ausbildung
- European University, Montreux / Schweiz, MBA Master of Business Administration
- University of California, Los Angeles (UCLA), Los Angeles / USA, Professional Producing Program an der School of Theater, Film and Television (TFT)
- Bayerische Akademie für Werbung und Marketing (BAW), München / Germany, Fachwirt Medienmarketing und Fachwirt Direktmarketing
- Erlaubnis zur Ausübung der Heilkunde beschränkt auf das Gebiet der Psychotherapie (HeilprG)

## Filme
- 2015 	“STEEL” Regie & Produzent, Kinofilm, DuMatt Entertainment Inc. (110 min, DCP 4K)
- 2011 	“Off Shore” Regie & Produzent, Kinofilm, Paradigma Filmproduktion Off Shore GmbH (90 min, HD/35mm)
- 2008 	“Politik für junge Leute” Regie & Produzent, Serie, Paradigma Entertainment (3× 30 min, HD)
- 2005 	“Out Now” Regie & Produzent, Kurzfilm, Paradigma Entertainment (20 min, 35mm/HD)
- 2004 	“Jump!” Regie & Produzent, Kurzfilm, Paradigma Entertainment (20 min, 35mm/HD)
- 2004 	“Magic Eye” Koproduzent, Kinofilm, elsani film, Ora Film, Paradigma Entertainment (100 min)

## Bücher
- Depression, Trauma und Ängste in Management und Öffentlichkeit, Fachbuch, Sven J. Matten und Markus J. Pausch, Springer Verlag, 2024, ISBN 978-3-658-43965-1
- Trauma and Trauma Consequence Disorder, Fachbuch, Markus J. Pausch und Sven J. Matten, Springer Verlag, 2022, ISBN 978-3-658-38806-5
- Trauma und Traumafolgestörung in Medien, Management und Öffentlichkeit, Fachbuch, Markus J. Pausch und Sven J. Matten, Springer Verlag, 2017, ISBN 978-3-658-17885-7
- Angst- und Panikstörung im Beruf, Sven J. Matten und Markus J. Pausch, Praxishandbuch und Ratgeber, Verlag W. Kohlhammer 2017, ISBN 978-3-17-031927-1
- Sophisticated, Roman, Noblesse Publishers Ltd. 2006, ISBN 3-939-9810-01